# Atlético Español
Az Atlético Español egy megszűnt mexikói labdarúgócsapat, amelynek otthona Mexikóváros volt. Legjobb eredményük egy bajnoki ezüstérem, amelyet 1974-ben szereztek.

## Története
A klub úgy jött létre, hogy 1971-ben spanyol vállalkozók megvásárolták a Mexikóvárosi székhelyű, nem különösebben nagy népszerűségnek örvendő, de stabil első osztályú Club Necaxa csapatot. Hazájuk iránti tiszteletből, és mivel a labdarúgás mexikói elterjedése nagyban a spanyoloknak volt köszönhető, az Atlético Español nevet adták az új együttesnek, egyúttal címerét is megváltoztatták, színét pedig az addigi piros–fehérről fehérre módosították. Az addig „Villámok”-nak becézett csapat ezentúl „Bikák” lett. Első évük rosszul sikerült, a szurkolók még annyira sem támogatták őket, mint előtte, de a bentmaradás éppen sikerült az első osztályban. Ezután azonban eredményesebb szereplés következett, és mind a külföldről érkező játékosok között (mint például az uruguayi Ricardo Brandón), mind a saját nevelésűek között (például Manuel Manzo és Tomás Boy) akadtak olyan tehetségek, akik előrevitték a csapatot. 1974-ben egészen a bajnoki döntőig jutottak, ám ott a Cruz Azul ellen 4–2-es összesítéssel elbuktak. Az ezüstéremnek köszönhetően azonban indulhattak a CONCACAF-bajnokok kupájában, amit meg is nyertek, így a Copa Interamericanán az argentin Independiende de Avellaneda ellen is játszhattak: itt viszont büntetőkkel vereséget szenvedtek. Az elkövetkező években azonban a sikerek is elmaradtak, és az is nyilvánvalóvá vált, hogy a szurkolók támogatását sem sikerült elnyerni, ezért a tulajdonosok 1982-ben eladták a csapatot a Televisának, amely megszüntette azt, és újra létrehozta a régi Necaxát.

## Bajnoki eredményei
A csapat első osztályú szereplése során az alábbi eredményeket érte el:
| Év        | Alapszakasz-helyezés | Eredmény a rájátszásban |
| --------- | -------------------- | ----------------------- |
| 1971–1972 | 17. hely             |                         |
| 1972–1973 | 6. hely              | Elődöntős               |
| 1973–1974 | 3. hely              | 2. hely                 |
| 1974–1975 | 4. hely              |                         |
| 1975–1976 | 10. hely             |                         |
| 1976–1977 | 5. hely              | Negyeddöntős            |
| 1977–1978 | 8. hely              |                         |
| 1978–1979 | 12. hely             |                         |
| 1979–1980 | 15. hely             |                         |
| 1980–1981 | 6. hely              | Negyeddöntős            |
| 1981–1982 | 15. hely             | Negyeddöntős            |